# Z Hydri
Z Hydri är en pulserande variabel av RR Lyrae-typ (RR) i stjärnbilden Lilla vattenormen.
Z Hydri varierar mellan fotografisk magnitud +15,0 och 16,3 med en period av 0,45038 dygn eller 10,809 timmar. RR Lyrae-stjärnornas period varierar mellan 0,2 och 1,2 dygn med ett medianvärde på 0,5 dygn. Z Hydri ligger sålunda strax under medianvärdet.